# Запасной дворец (Пушкин)
Запасно́й дворе́ц (дача Кочубея, Владимирский дворец, Дача Кочубей М. В., Запасный дворец) — дворец в городе Пушкине. Расположен на Садовой улице, 22 (Софийский бульв., 2, 4, 6, 8, 10), на берегу 4-го Нижнего пруда. С 2010 года во дворце располагается дворец бракосочетания № 3 (сектор ЗАГС Пушкинского района).

## История

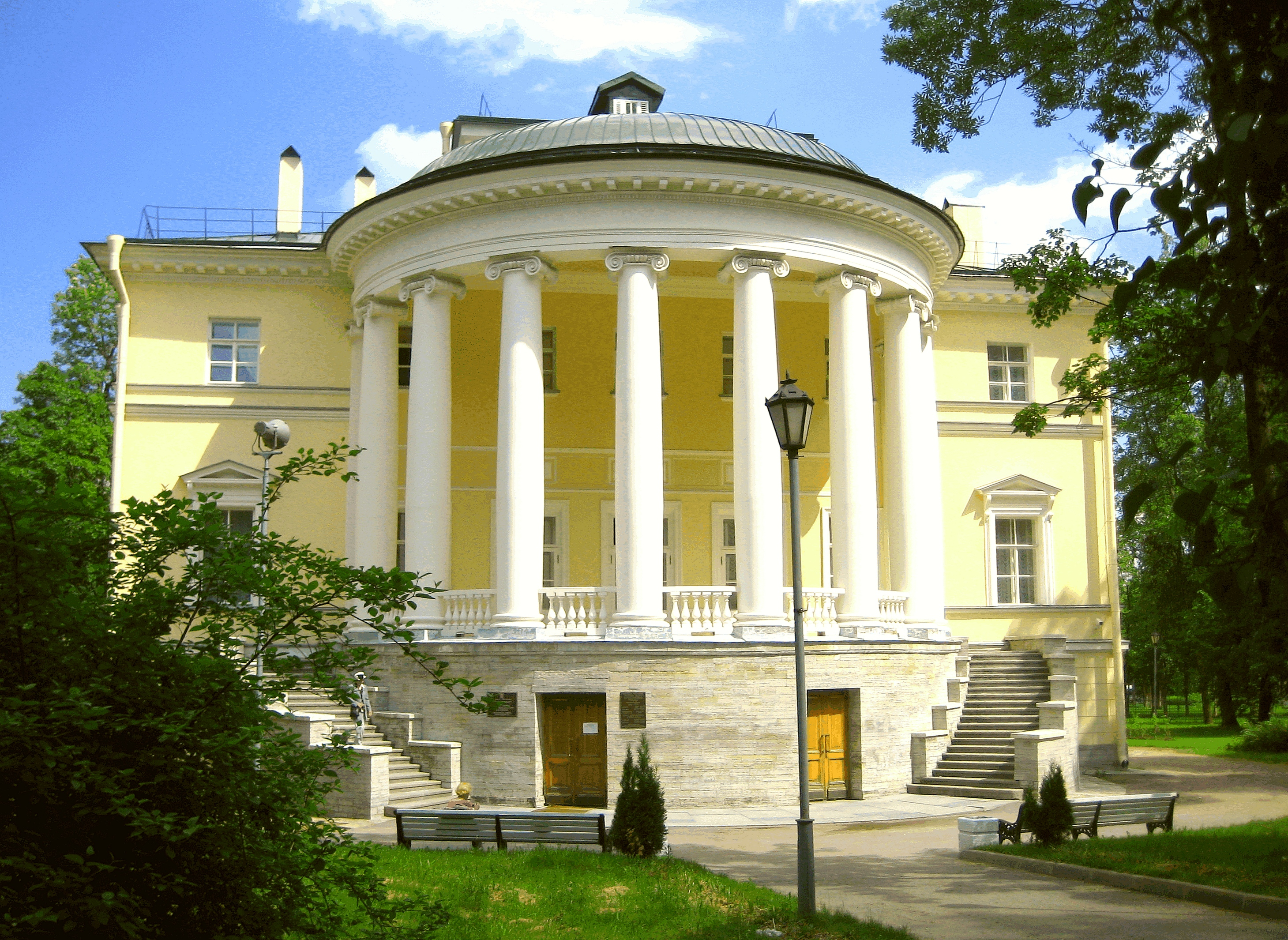
Лицевой фасад

В 1816 году земельный надел в Царском Селе в подарок от императора Александра I получила статс-дама Мария Кочубей (Васильчикова). Для неё и супруга, виднейшего государственного деятеля при дворах Павла I, Александра I и Николая I — графа (с 1831 года — князя) Виктора Кочубея, в 1817—1824 годах был построен загородный дворец, долгое время называемый по их фамилии. Основной стиль постройки — классицизм. Внешне здание похоже на итальянские виллы XIX века, с прилегающим пейзажным парком.
Полагают, что Александр I лично следил за проектированием дворца (оставив свои пометки на многих чертежах), последовательно привлекая к строительству архитекторов Петра Неелова и Адама Менеласа, а позднее Василия Стасова.
Нижний этаж служит цоколем для двух верхних. Главный фасад украшен полуротондой с колоннами ионического ордера, на которых расположен сферический полукупол. Выходящий в сад фасад украшен портиком с шестью ионическими колоннами, на которых стоит антаблемент и треугольный фронтон. Окна второго этажа украшены треугольными сандриками на кронштейнах.
Через год после кончины князя Кочубея, в 1835 году, здание у его вдовы выкупил Департамент уделов для третьего сына императора Николая I — четырёхлетнего Великого князя Николая Николаевича. В этот период дворец именовался Николаевским, а комплекс построек был дополнен служебными флигелями, однако вскоре после женитьбы владелец продал его (в 1858 году) обратно Министерству Императорского Двора и уделов, после чего дворец официально (с 1859 года) стал называться Царскосельским Запасным. В 1867 году дворец пострадал от пожара.
С 1875 года Запасной дворец был передан во владение только что женившемуся Великому князю Владимиру Александровичу, военачальнику и известному меценату, коллекционеру, попечителю Румянцевского музея, а с 1876 года президенту Императорской Академии художеств (затем этот пост был унаследован его вдовой). Дворец был отреставрирован архитектором А. Ф. Видовым, потом продолжилось возведение хозяйственных пристроек (Унтер-шталмейстерский флигель, Экипажный сарай, Кавалерский дом и пр.). После смерти Владимира Александровича — с 1910 года перед дворцом был установлен его бронзовый бюст (сохранился лишь постамент) и дано высочайшее разрешение на переименование Запасного дворца во Владимирский, вдова продолжила распоряжаться дворцом до революционного 1917 года.
В период Февральской революции и двоевластия здание дворца занял Царскосельский Совет рабочих и солдатских депутатов. Исполком объединённого совета (см. II Всероссийский съезд Советов рабочих и солдатских депутатов) располагался здесь и после Октябрьских революции, а с 1926 года ансамбль зданий Запасного дворца был передан Дому партийного просвещения.
Во время Великой Отечественной войны Запасной дворец подвергся разрушению: уцелели почти только стены. В 1950-е годы его фактически заново отстроили при участии молодёжи города Пушкина (по проекту Б. Сарычева), и с 1958 по 1976 год разместили в его стенах пушкинский Дом пионеров.
После этого здесь несколько лет находилась краеведческая экспозиция, переехавшая в конце 1970-х годов в новое музейное здание.
В 1990-х годах Запасной дворец вошёл в состав Государственного музея-заповедника «Царское Село».
С 1990 по 2002 год в здании Запасного дворца разместился Царскосельский филиал Санкт-Петербургской государственной академии театрального искусства: Международная Мастерская Театра Синтеза и Анимации Интерстудио под руководством Д. С. Бурмана. Она включала в себя мастерскую кукольного и синтетического театра (мастер — М. Хусид), мастерскую паратеатральных форм (мастер — Ю. Соболев) и иные художественные и актёрско-режиссёрские курсы-мастерские СПбГАТИ (мастеров А. Севбо, Л. Эренбурга и др.). Территория дворцового ансамбля стала домом и творческой базой для молодых художников, режиссёров, актёров, здесь регулярно проводились: Международный фестиваль КУКART (каждые 2 года), открытые (международные и российские) творческие мастерские и мастер-классы, выставки современного искусства (проект «Запасная галерея»), сформировались: арт-группа «Запасный выход» (Царское Село — Москва, 1995—2002 годы), Небольшой Драматический Театр Льва Эренбурга (1999, с 2009 года — переехал в Санкт-Петербург).
С 1996 года на территории дворцовой усадьбы — в её бывших хозяйственных постройках — расположился также Первый пограничный кадетский корпус ФСБ России.
В 2009 году стало известно, что в Запасной дворец переедет отдел ЗАГС администрации Пушкинского района, располагавшийся на Средней улице, 4/2 (угол Церковной). 24 июня 2010 года в рамках празднования 300-летия Царского Села Дворец бракосочетания был торжественно открыт.